# Slovenec leta
Slovenec leta je slovenski častni naziv in nagrada, ki ga je podeljeval tednik Nedeljski dnevnik, na podlagi glasovanja bralcev so želeli počastiti Slovenca, ki je posebej zaznamoval Slovenijo. Nominirance in končnega zmagovalca so izbirali bralci tednika. V letu 1994 je uredništvo prvič izbralo častnega Slovenca leta, med leti 1995 in 1997 se je izbiralo posebej moškega in žensko, V letu 2015 se je prireditev preoblikovala v prireditev Ambasador dobre volje. Idejni oče obeh projektov je bil Tone Fornezzi - Tof. 
Prvo proglasitev Slovenca leta so brez širše javnosti izvedli leta 1989 (za leto 1988) v gostilni Kirn v Podpeči. 
Po nekajletni prekinitvi je Tone Fornezzi - Tof oktobra 2019 napovedal, da bo 17. novembra ponovno podelitev nazivov Slovenec leta, Častni Slovenec leta in podelitev trofeje Jureta Robiča za leto 2020.

### Slovenec leta
| Leto | Slovenec leta | Slovenec leta | Častni Slovenec leta                                                                              | trofeja Jureta Robiča          |
| ---- | --- | --- | ------------------------------------------------------------------------------------------------- | ------------------------------ |
| 1988 | Janez Stanovnik, predsednik predsedstva SRS (za njim Milan Kučan, Jože Smole, Mateja Svet in Ivan Kramberger)             | Janez Stanovnik, predsednik predsedstva SRS (za njim Milan Kučan, Jože Smole, Mateja Svet in Ivan Kramberger)             |                                                                                                   |                                |
| 1989 | Milan Kučan, predsednik CK ZKS (za njim Janez Drnovšek, Janez Stanovnik, Ivan Kramberger in Jože Smole)                   | Milan Kučan, predsednik CK ZKS (za njim Janez Drnovšek, Janez Stanovnik, Ivan Kramberger in Jože Smole)                   |                                                                                                   |                                |
| 1990 | Milan Kučan, predsednik predsedstva RS (za njim dr. Janez Drnovšek, Lojze Peterle, Ivan Kramberger in dr. Alojzij Šuštar) | Milan Kučan, predsednik predsedstva RS (za njim dr. Janez Drnovšek, Lojze Peterle, Ivan Kramberger in dr. Alojzij Šuštar) |                                                                                                   |                                |
| 1991 | Milan Kučan, predsednik predsedstva RS (za njim dr. Janez Drnovšek, Jelko Kacin, Janez Janša in dr. Dimitrij Rupel)       | Milan Kučan, predsednik predsedstva RS (za njim dr. Janez Drnovšek, Jelko Kacin, Janez Janša in dr. Dimitrij Rupel)       |                                                                                                   |                                |
| 1992 | Milan Kučan, predsednik države                                                                                            | Milan Kučan, predsednik države                                                                                            |                                                                                                   |                                |
| 1993 | Milan Kučan, predsednik države                                                                                            | Milan Kučan, predsednik države                                                                                            |                                                                                                   |                                |
| 1994 | Milan Kučan, predsednik države                                                                                            | Milan Kučan, predsednik države                                                                                            | Mirko Lebar, športnik brez nog                                                                    |                                |
| 1995 | Milan Kučan, predsednik države                                                                                            | Brigita Bukovec, atletinja                                                                                                |                                                                                                   |                                |
| 1996 | Milan Kučan, predsednik države                                                                                            | Brigita Bukovec, atletinja                                                                                                | Leon Štukelj, športnik                                                                            |                                |
| 1997 | Milan Kučan, predsednik države                                                                                            | Brigita Bukovec, atletinja                                                                                                | Slavko Avsenik, glasbenik in skladatelj                                                           |                                |
| 1998 | dr. Janez Drnovšek, predsednik vlade RS                                                                                   | dr. Janez Drnovšek, predsednik vlade RS                                                                                   | Lojze Slak, glasbenik                                                                             |                                |
| 1999 | Milan Kučan, predsednik države                                                                                            | Milan Kučan, predsednik države                                                                                            |                                                                                                   |                                |
| 2000 | Davo Karničar, ekstremni smučar in alpinist                                                                               | Davo Karničar, ekstremni smučar in alpinist                                                                               | Milan Kučan, predsednik države - slovenec desetletja                                              |                                |
| 2001 | Srečko Katanec, selektor slovenske nogometne reprezentance                                                                | Srečko Katanec, selektor slovenske nogometne reprezentance                                                                |                                                                                                   |                                |
| 2002 | Milan Kučan, nekdanji predsednik države                                                                                   | Milan Kučan, nekdanji predsednik države                                                                                   |                                                                                                   |                                |
| 2003 | Milan Kučan, nekdanji predsednik države                                                                                   | Milan Kučan, nekdanji predsednik države                                                                                   | Vilko Ovsenik, glasbenik in skladatelj                                                            |                                |
| 2004 | msgn. Alojzij Uran, nadškof in metropolit                                                                                 | msgn. Alojzij Uran, nadškof in metropolit                                                                                 | Mateja Pintar, paraplegičarka, igralka namiznega tenisa in nosilka zlate kolajne s paraolimpijade |                                |
| 2005 | Milan Kučan, nekdanji predsednik države                                                                                   | Milan Kučan, nekdanji predsednik države                                                                                   | Mojca Senčar, zdravnica, anesteziologinja in vodja združenja Europa Donna                         |                                |
| 2006 | Borut Pahor, predsednik Socialnih demokratov                                                                              | Borut Pahor, predsednik Socialnih demokratov                                                                              |                                                                                                   |                                |
| 2007 | Danilo Türk, predsednik države                                                                                            | Danilo Türk, predsednik države                                                                                            |                                                                                                   |                                |
| 2008 | Danilo Türk, predsednik države                                                                                            | Danilo Türk, predsednik države                                                                                            | Tone Fornezzi - Tof, novinar                                                                      |                                |
| 2009 | Petra Majdič, tekačica na smučeh                                                                                          | Petra Majdič, tekačica na smučeh                                                                                          |                                                                                                   |                                |
| 2010 | Dejan Zavec, boksar | Dejan Zavec, boksar | Gasilci                                                                                           | Marko Baloh, ekstremni kolesar |
| 2011 | Jože Colarič, predsednik in direktor podjetja Krka Novo mesto                                                             | Jože Colarič, predsednik in direktor podjetja Krka Novo mesto                                                             |                                                                                                   | Miro Kregar, ultramaratonec    |
| 2012 | Anita Ogulin, sekretarka Zveze prijateljev mladine                                                                        | Anita Ogulin, sekretarka Zveze prijateljev mladine                                                                        |                                                                                                   | Darko Đurić, plavalec          |
| 2013 | dr. med. Aleksander Doplihar, zdravnik                                                                                    | dr. med. Aleksander Doplihar, zdravnik                                                                                    |                                                                                                   | Miro Kregar, ultramaratonec    |
| 2014 | Gasilci | Gasilci | Slavko Avsenik, glasbenik in skladatelj - slovenec stoletja                                       |                                |

### Ambasador dobre volje
| Leto | Ambasador dobre volje          | Častni slovenec leta                                      | trofeja Jureta Robiča                   |
| ---- | ------------------------------ | --------------------------------------------------------- | --------------------------------------- |
| 2015 | Jure Franko, nekdanji športnik | Andreja Dolinar, paraplegičarka, igralka namiznega tenisa | Franjo Potočnik, planinec               |
| 2016 | Andrej Šifrer, glasbenik       | Peter Kauzer, kajakaš na divjih vodah                     | Andreja Sterle Podobnik, ultramaratonka |

* prireditev ob podelitvi za leto 2016 odpadla zaradi bolezni v ansamblu, čez čas je bila izvedena v manjšem obsegu
Poleg naziva Slovenec leta so v okviru iste prireditve podeljevali še nekaj drugih nazivov, leta 2008 so na primer podelili še listino za posebne dosežke (Jure Robič, kolesar-ultramaratonec), za najlepšo zidanico (Ivan Kolar), radijskih zvezde (naj voditeljica Špela Močnik, Radia Hit, naj voditelj Jure Sešek, Radio Ognjišče in naj voditeljski par Ivjana Banič in Boštjan Romih, Radio 1), lepotica med lepoticami Sabina Mali., Boža Robnik je za 2006 postala Gospa Slovenije, nogometaš Jaka Jakopič pa je istega leta dobil listino za fair play. Za leto 2000 so podelili naziv Slovenec desetletja, za leto 2014 pa Slovenec stoletja.